# Isländischer Fußballpokal der Männer 1996
Der isländische Fußballpokal 1996 war die 37. Austragung des isländischen Pokalwettbewerbs der Männer. Pokalsieger wurde ÍA Akranes. Das Team setzte sich im Finale am 25. August 1996 im Laugardalsvöllur von Reykjavík gegen ÍBV Vestmannaeyja durch und qualifizierte sich damit für den Europapokal der Pokalsieger. Für Trainer Guðjón Þórðarson war es der vierte Pokalsieg in Folge (1993 mit ÍA, 1994 KR, 1995 KR und 1996 ÍA).
Titelverteidiger KR Reykjavík schied im Halbfinale gegen den späteren Finalisten ÍBV Vestmannaeyja aus.

## Modus
Die Begegnungen wurden in einem Spiel ausgetragen. In den ersten zwei Runden nahmen Vereine ab der zweiten Liga abwärts und Reserveteams (U 23) teil. Die Mannschaften aus der ersten Liga starteten in der dritten Runde. Bei unentschiedenem Ausgang wurde das Spiel zunächst verlängert und gegebenenfalls durch Elfmeterschießen entschieden.

## 1. Runde
| Datum      |                               | Ergebnis  |                           |
| ---------- | ----------------------------- | --------- | ------------------------- |
| 21.05.1996 | Bruni Akranes                 | 2:6       | KR Reykjavík U 23         |
| 23.05.1996 | UMF Sindri Höfn               | 2:0       | Huginn Seyðisfjörður      |
| 23.05.1996 | Neisti Hofsós                 | 0:3       | UMF Tindastóll            |
| 23.05.1996 | KVA Eskifjörður/Reyðarfjörður | 0:3       | Leiknir Fáskrúðsfjörður   |
| 23.05.1996 | Ökkli Reykjavík               | 3:0       | Smástund Vestmannaeyja    |
| 23.05.1996 | TBR Reykjavík                 | 2:4 n. V. | FH Hafnarfjörður U 23     |
| 24.05.1996 | Höttur Egilsstaðir            | 3:1       | UMF Einherji              |
| 24.05.1996 | KSÁÁ Laugardalur              | 1:3       | Breiðablik Kópavogur U 23 |
| 24.05.1996 | Reynir Sandgerði              | 3:2       | UMF Njarðvík              |
| 24.05.1996 | HK Kópavogur                  | 3:0       | ÍH Hafnarfjörður          |
| 24.05.1996 | UMF Selfoss                   | 7:2       | Fylkir Reykjavík U 23     |
| 24.05.1996 | Magni Grenivík                | 1:0       | KS Siglufjarðar           |
| 24.05.1996 | Fram Reykjavík U 23           | 2:1 n. V. | Haukar Hafnarfjörður      |
| 24.05.1996 | ÍF Grótta                     | 2:1       | Víðir Garði               |
| 24.05.1996 | GG Grindavík                  | 10:00     | Reynir Hnífsdalur         |
| 24.05.1996 | UMF Víkingur                  | 1:0       | Léttir Reykjavík          |
| 25.05.1996 | ÍA Akranes U 23               | 6:0       | Fjölnir Reykjavík         |

## 2. Runde
| Datum      |                         | Ergebnis              |                           |
| ---------- | ----------------------- | --------------------- | ------------------------- |
| 01.06.1996 | þróttur Neskaupstaður   | 1:2                   | Höttur Egilsstaðir        |
| 03.06.1996 | FH Hafnarfjörður U 23   | 1:2                   | Valur Reykjavík U 23      |
| 03.06.1996 | ÍF Grótta               | 1:3                   | Breiðablik Kópavogur U 23 |
| 03.06.1996 | Leiknir Reykjavík       | 7:2                   | Reynir Sandgerði          |
| 03.06.1996 | Hvöt Blönduós           | 1:4                   | Magni Grenivík            |
| 03.06.1996 | þór Akureyri U 23       | 0:2                   | Völsungur Húsavík         |
| 03.06.1996 | HK Kópavogur            | 1:2                   | UMF Stjarnan U 23         |
| 03.06.1996 | Víkingur Reykjavík      | 4:0                   | UMF Selfoss               |
| 03.06.1996 | GG Grindavík            | 1:5                   | Ægir þorlákshöfn          |
| 03.06.1996 | Fram Reykjavík U 23     | 5:1                   | Ökkli Reykjavík           |
| 03.06.1996 | UMFS Dalvík             | 8:0                   | UMF Tindastóll            |
| 03.06.1996 | ÍR Reykjavik            | 6:4 n. V.             | KR Reykjavík U 23         |
| 03.06.1996 | UMF Afturelding         | 2:5                   | UMF Víkingur              |
| 03.06.1996 | ÍA Akranes U 23         | 0:2                   | Keflavík ÍF               |
| 04.06.1996 | UMF Bolungarvík         | 2:2 n. V. (5:4 i. E.) | BÍ Ísafjörður             |
| 11.06.1996 | Leiknir Fáskrúðsfjörður | 1:3                   | UMF Sindri Höfn           |

## 3. Runde
Teilnehmer: Die sechzehn Sieger der 2. Runde spielten alle zuhause. Zugelost wurden die zehn Vereine der 1. deild 1996, die zwei Absteiger der 1. deild 1995 und die vier Mannschaften, die die Saison 1995 in der zweiten Liga mit Platz drei bis sechs beendeten.
| Datum      |                      | Ergebnis |                           |
| ---------- | -------------------- | -------- | ------------------------- |
| 18.06.1996 | UMF Stjarnan U 23    | 0:4      | Fram Reykjavík            |
| 20.06.1996 | Höttur Egilsstaðir   | 1:3      | ÍA Akranes                |
| 20.06.1996 | Valur Reykjavík U 23 | 0:7      | Valur Reykjavík           |
| 20.06.1996 | Víkingur Reykjavík   | 1:3      | UMF Skallagrímur          |
| 20.06.1996 | Magni Grenivík       | 0:3      | KR Reykjavík              |
| 20.06.1996 | UMF Víkingur         | 1:5      | Fylkir Reykjavík          |
| 20.06.1996 | Fram Reykjavík U 23  | 0:2      | Breiðablik Kópavogur      |
| 20.06.1996 | UMF Sindri Höfn      | 2:5      | UMF Stjarnan              |
| 20.06.1996 | Keflavík ÍF U 23     | 0:3      | Keflavík ÍF               |
| 20.06.1996 | UMFS Dalvík          | 0:7      | Leiftur Ólafsfjörður      |
| 20.06.1996 | Ægir þorlákshöfn     | 0:5      | UMF Grindavík             |
| 20.06.1996 | Leiknir Reykjavík    | 1:3      | þór Akureyri              |
| 21.06.1996 | ÍR Reykjavik         | 4:6      | þróttur Reykjavík         |
| 21.06.1996 | Völsungur Húsavík    | 0:3      | KA Akureyri               |
| 21.06.1996 | ÍBV Vestmannaeyja    | 6:2      | Breiðablik Kópavogur U 23 |
| 21.06.1996 | UMF Bolungarvík      | 0:1      | FH Hafnarfjörður          |

## Achtelfinale
| Datum      |                   | Ergebnis              |                      |
| ---------- | ----------------- | --------------------- | -------------------- |
| 03.07.1996 | KR Reykjavík      | 1:0                   | Breiðablik Kópavogur |
| 03.07.1996 | ÍA Akranes        | 3:0                   | Fram Reykjavík       |
| 03.07.1996 | Keflavík ÍF       | 2:0                   | FH Hafnarfjörður     |
| 03.07.1996 | þróttur Reykjavík | 2:3                   | ÍBV Vestmannaeyja    |
| 04.07.1996 | Valur Reykjavík   | 3:1                   | UMF Stjarnan         |
| 04.07.1996 | þór Akureyri      | 0:0 n. V. (6:5 i. E.) | Leiftur Ólafsfjörður |
| 04.07.1996 | Fylkir Reykjavík  | 3:0                   | UMF Skallagrímur     |
| 04.07.1996 | UMF Grindavík     | 1:3                   | KA Akureyri          |

## Viertelfinale
| Datum      |                 | Ergebnis              |                   |
| ---------- | --------------- | --------------------- | ----------------- |
| 14.07.1996 | ÍA Akranes      | 9:2                   | Fylkir Reykjavík  |
| 14.07.1996 | Keflavík ÍF     | 1:1 n. V. (3:5 i. E.) | ÍBV Vestmannaeyja |
| 16.07.1996 | Valur Reykjavík | 0:2                   | KR Reykjavík      |
| 18.07.1996 | þór Akureyri    | 2:1                   | KA Akureyri       |

## Halbfinale
| Datum      |                   | Ergebnis |              |
| ---------- | ----------------- | -------- | ------------ |
| 28.07.1996 | ÍBV Vestmannaeyja | 1:0      | KR Reykjavík |
| 28.07.1996 | þór Akureyri      | 0:3      | ÍA Akranes   |

## Finale
| Paarung           | ÍA Akranes – ÍBV Vestmannaeyja |
| Ergebnis          | 2:1 (0:0) |
| Datum             | 25. August 1996 |
| Stadion           | Laugardalsvöllur, Reykjavík |
| Zuschauer         | 5.200 |
| Schiedsrichter    | Gylfi Þór Orrason |
| Tore              | 1:0 Haraldur Ingólfsson (50., Foulelfmeter) 2:0 Ólafur Þórðarson (53.) 2:1 Tryggvi Guðmundsson (90., Foulelfmeter) |
| ÍA Akranes        | Þórður Þórðarson – Sturlaugur Haraldsson, Steinar Adolfsson, Bjarni Guðjónsson, Ólafur Adolfsson – Zoran Miljković, Alexander Högnason, Sigursteinn Gíslason, Stefán Þór Þórðarson (72. Kári Reynisson) – Ólafur Þórðarson, Haraldur Ingólfsson (85. Jóhannes Þór Harðarson) Cheftrainer: Guðjón Þórðarson                                          |
| ÍBV Vestmannaeyja | Friðrik Þór Friðriksson – Friðrik Örn Sæbjörnsson, Ívar Bjarklind, Hermann Hreiðarsson, Jón Bragi Arnarsson (56. Kristinn Hafliðason) – Rútur Snorrason (78. Sumarliði Árnason), Hlynur Stefánsson, Ingi Sigurðsson, Tryggvi Guðmundsson – Leifur Geir Hafsteinsson, Bjarnólfur Lárusson (56. Steingrímur Jóhannesson) Cheftrainer: Atli Eðvaldsson |
| Gelbe Karten      | Steinar Adolfsson – Tryggvi Guðmundsson |